# Elmira Syzdykova
Elmira Syzdykova est une lutteuse kazakhe née le 5 février 1992. Elle a remporté une médaille de bronze en moins de 69 kg aux Jeux olympiques d'été de 2016 à Rio de Janeiro.